# Joachim van België
Joachim Carl Maria Nikolaus Isabelle Marcus d'Aviano van België (Brussel, 9 december 1991), prins van België, aartshertog van Oostenrijk-Este, is de tweede zoon van aartshertog Lorenz van Oostenrijk-Este en prinses Astrid van België.
Zijn peetouders zijn prins Nikolaus van Liechtenstein en zijn tante aartshertogin Isabelle van Oostenrijk-Este.
Na middelbare school in België en het Verenigd Koninkrijk (Malvern College) begon hij in 2010 aan een training bij het Belgische landleger in Aarlen. Daarna genoot hij een opleiding bij de Belgische Marine in Sint-Kruis Brugge. Hij legde de eed af op het schip Godetia in 2012.
Prins Joachim werd bij koninklijk besluit nr. 8335 van 7 april 2011 benoemd tot graad van eerste meester-chef en bij koninklijk besluit nr. 8692 van 19 december 2011 benoemd tot Vaandrig-ter-Zee tweede klasse.
In september 2011 begon Prins Joachim bachelorstudies Economie aan de Bocconi Universiteit in Milaan.
In juni 2020 zorgde de prins voor enige opschudding in binnen- en buitenland doordat hij tijdens de coronapandemie samen met zijn vriendin Victoria Ortiz had deelgenomen aan twee lockdownfeestjes in het Spaanse Córdoba en besmet raakte met het virus. De prins verontschuldigde zich hiervoor en ging daarna in quarantaine.